# Thun (hrad)
Hrad Thun (italsky Castel Thun, německy Burg Thun) je středověká stavba, patřící mezi nejlépe zachovalé památky Tridentska. Nachází se na území italské obce Ton, v Nonském údolí. Od soboty 17. dubna 2010, po 18 letech restaurátorských prací, je hrad Thun přístupný veřejnosti.

## Poloha
Hrad Thun se nachází u přístupu do údolí Val di Non, široké náhorní plošiny zvrásněné tokem divoké říčky Noce, v obci Ton.

## Thunové
Zvenku hrad působí stroze, avšak impozantně a zároveň nepostrádá zvláštní eleganci, odráží charakter stejnojmenného tridentského rodu, jenž si hrad zvolil za své sídlo v polovině 13. století. 
Již na sklonku středověku Thunové rozšířili svá panství na značnou část údolí řeky Noce, jež zahrnovala několik hradů a jurisdikcí. Od té doby zůstali jedním z nejvýznamnějších feudálních rodů v zemi, a rozvětvili se do několika rodových větví. Jednou z nich je česká (děčínská) větev, jež roku 1629 nabyla, pro celý rod, titul říšských hrabat s predikátem Thun-Hohenstein. 
Různé větve rodu dodnes žijí v Rakousku, Česku, na Slovensku, v Itálii (konkrétně pak v Bolzanu a Miláně).

## Dějiny hradu

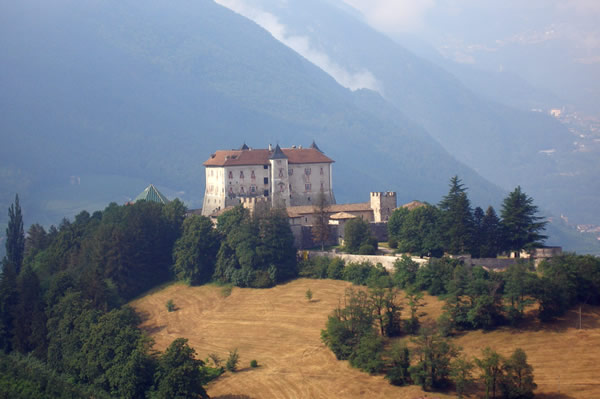
Panoramatický pohled na hrad

Hrad se původně nazýval Castel Belvesino, podle názvu vrchu, na němž byl vystavěn. Později dostal jméno po svých majitelích, Thunech (italsky Tono), kteří název poněmčili na známé jméno Thunů. 
Hrad byl několikrát poškozen požárem – při jednom z nich přišel v roce 1569 o život Zikmund Thun, císařský řečník na tridentském koncilu.
Stavba se rozkládá na vrcholu pahorku nad obcí Vigo di Ton, jako panorama vzhledem k celému Val di Non. Hrad tvořený věžemi, zdmi, baštami a příkopy, vděčí své současné podobě proměnám ze 16. a 17. století. Roku 1566 přibyla Španělská brána (Porta Spagnola), vystavěná v maurském stylu, kterou nechal vystavět po své cestě do Španěl Jiří Thun. Skrze bránu vede cesta k padacímu mostu a dále na první nádvoří. Nejznámější komnatou hradu je biskupská komnata (Stanza del Vescovo) z 15. století, jež je celá vykládaná borovým dřevem, s kazetovým stropem a majolikovými kamny.

### Hrad Thun dnes

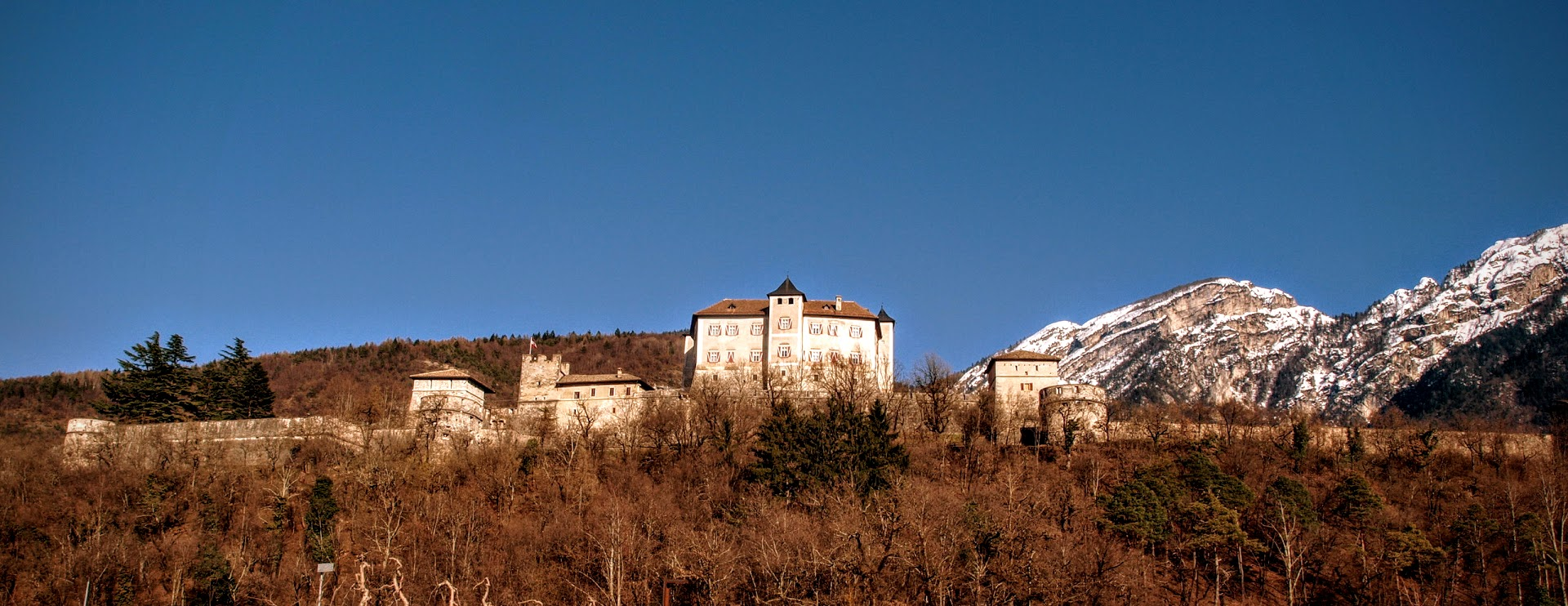
Panorama hradu

V roce 1992 hrad Thun odkoupila Autonomní provincie Trento a provedla restauraci a katalogizaci nábytku a neobyčejně bohaté knihovny, stejně jako inventarizaci rodinného archivu. Ty, jako celek tvoří významnou sbírku předmětů, které z hradu činí významnou pamětihodnost pro návštěvníky, a které jsou zároveň velmi cenné pro dotvoření představy hradu nepřetržitě užívaného od středověku až do druhé poloviny 20. století. Od 17. dubna 2010, po dokončení restaurátorských prací, je hrad přístupný veřejnosti.  
Hrad se stal čtvrtým sídlem muzea Castello del Buonconsiglio (vedle samotného Castello del Buonconsiglio v Trentu, Castel Beseno v Besenellu a Castello di Stenico ve stejnojmenné obci).

## Galerie

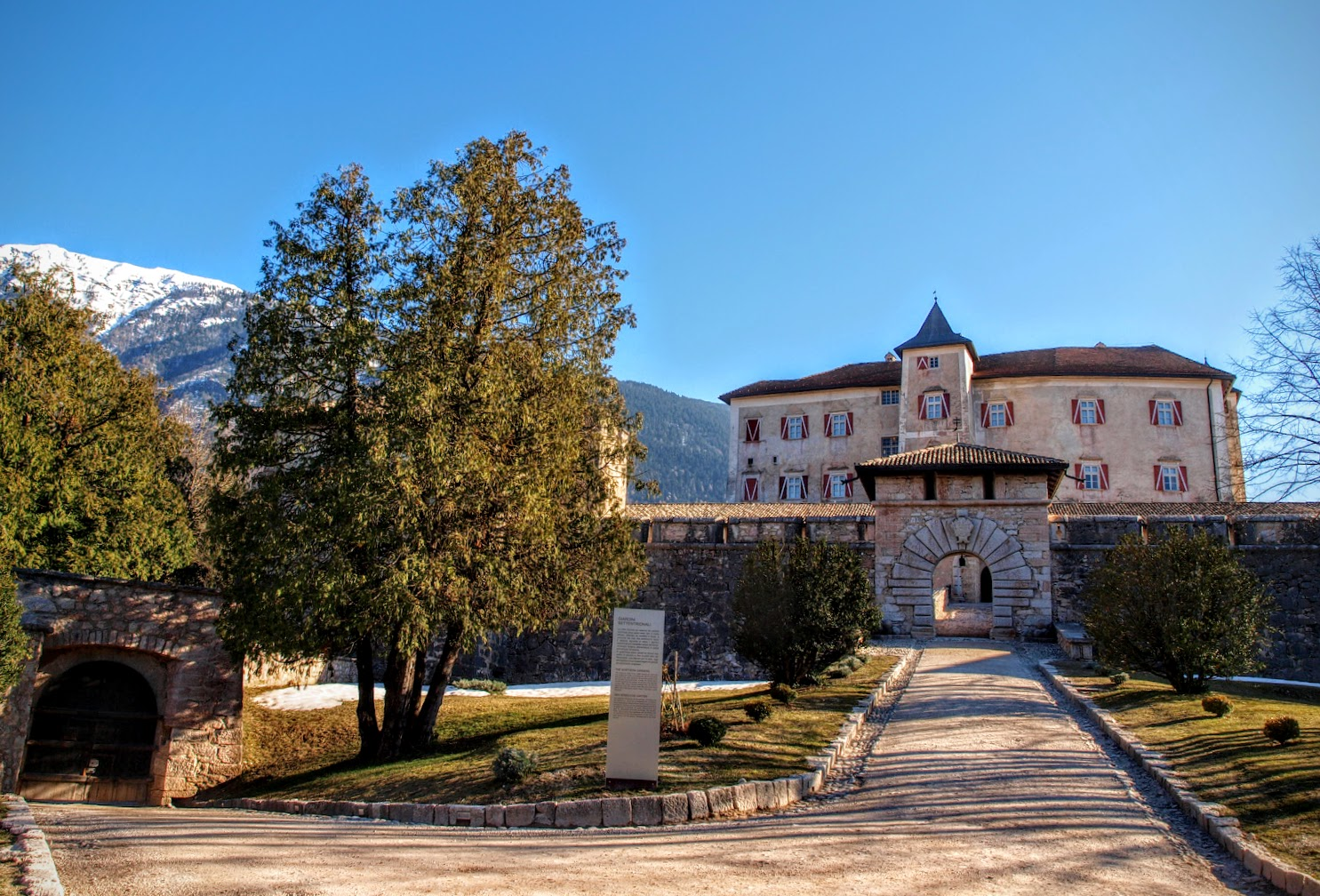
Hlavní vstup do areálu hradu
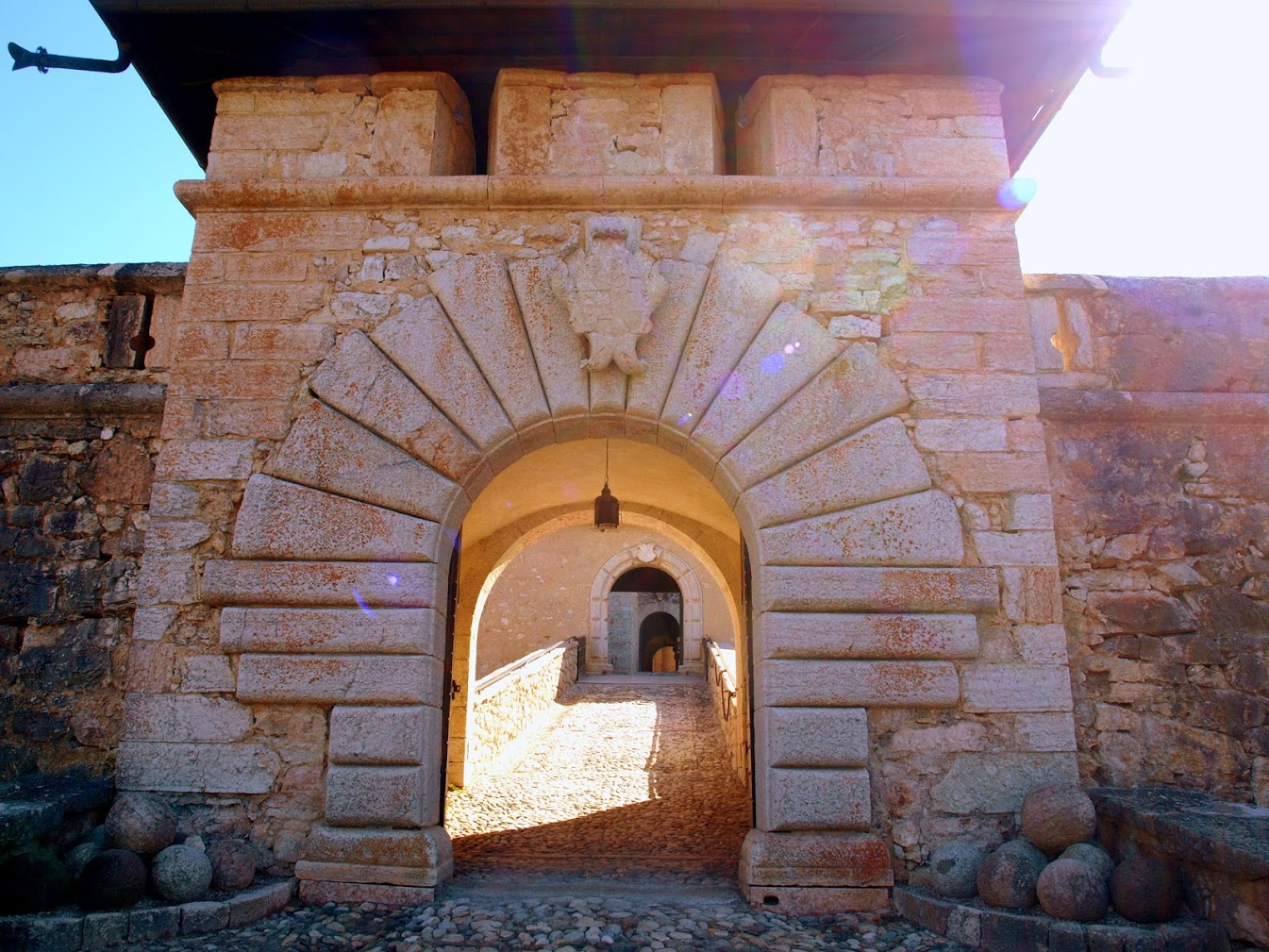
Maurská brána
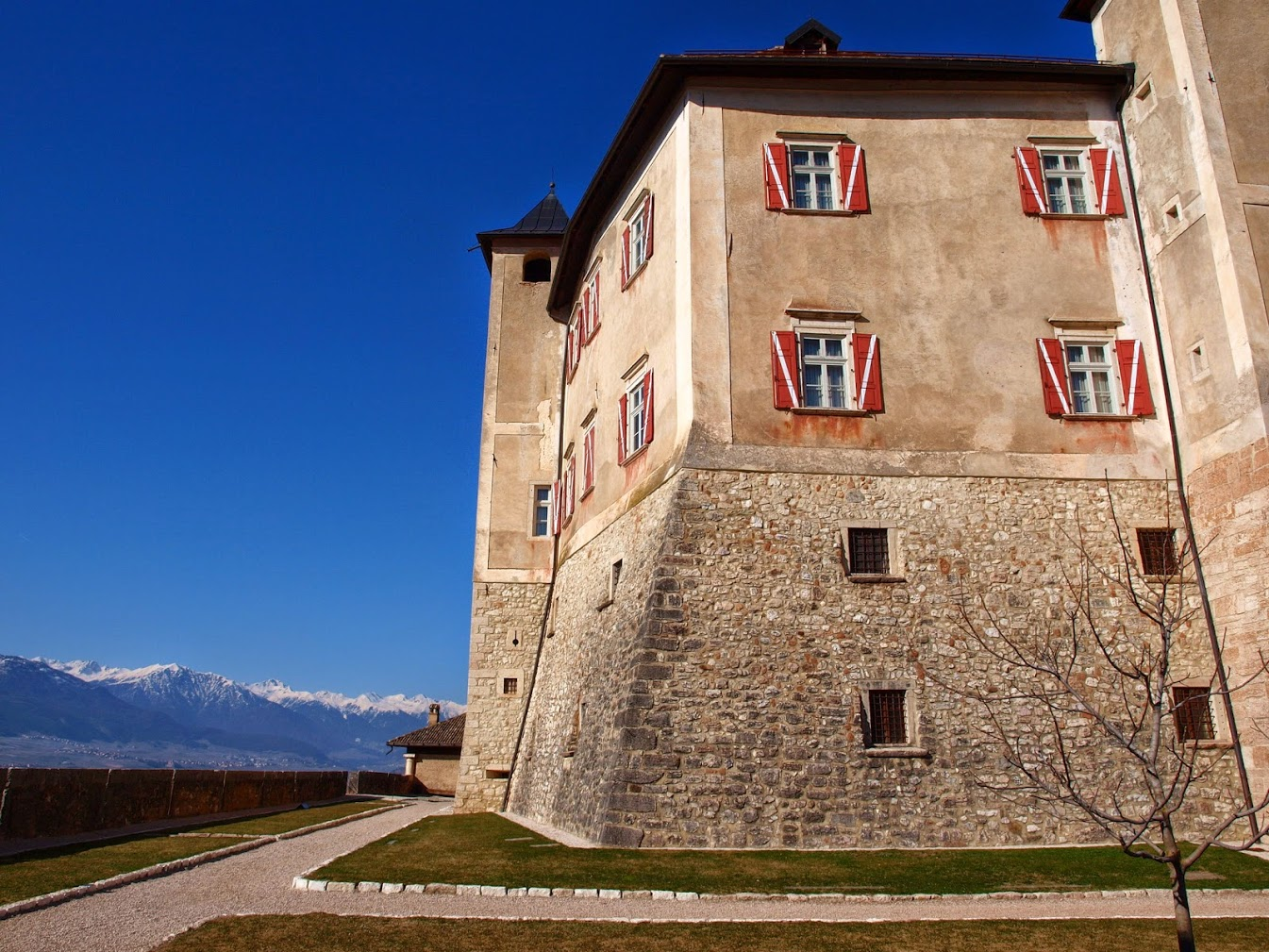
Hradní trakt
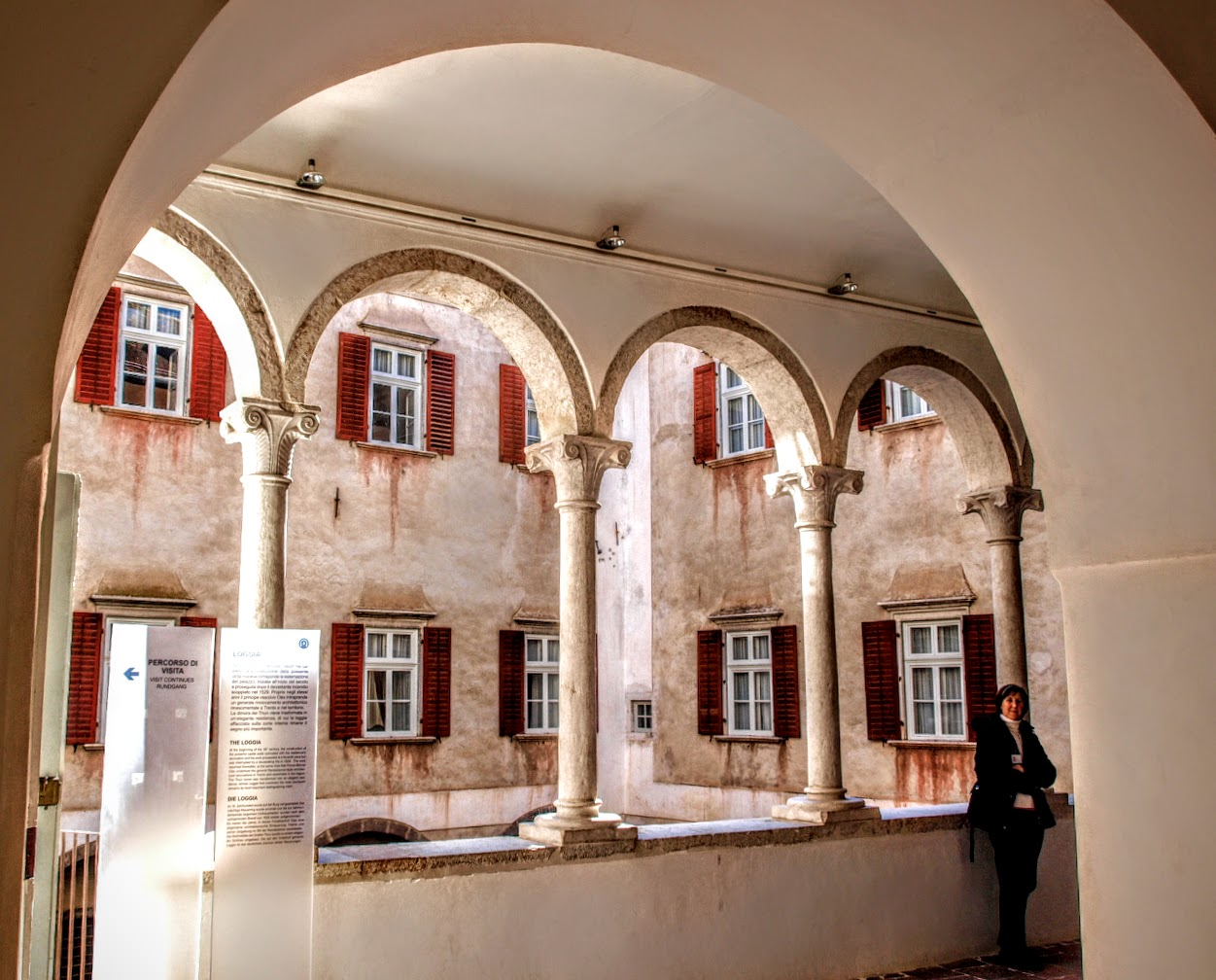
Ochoz
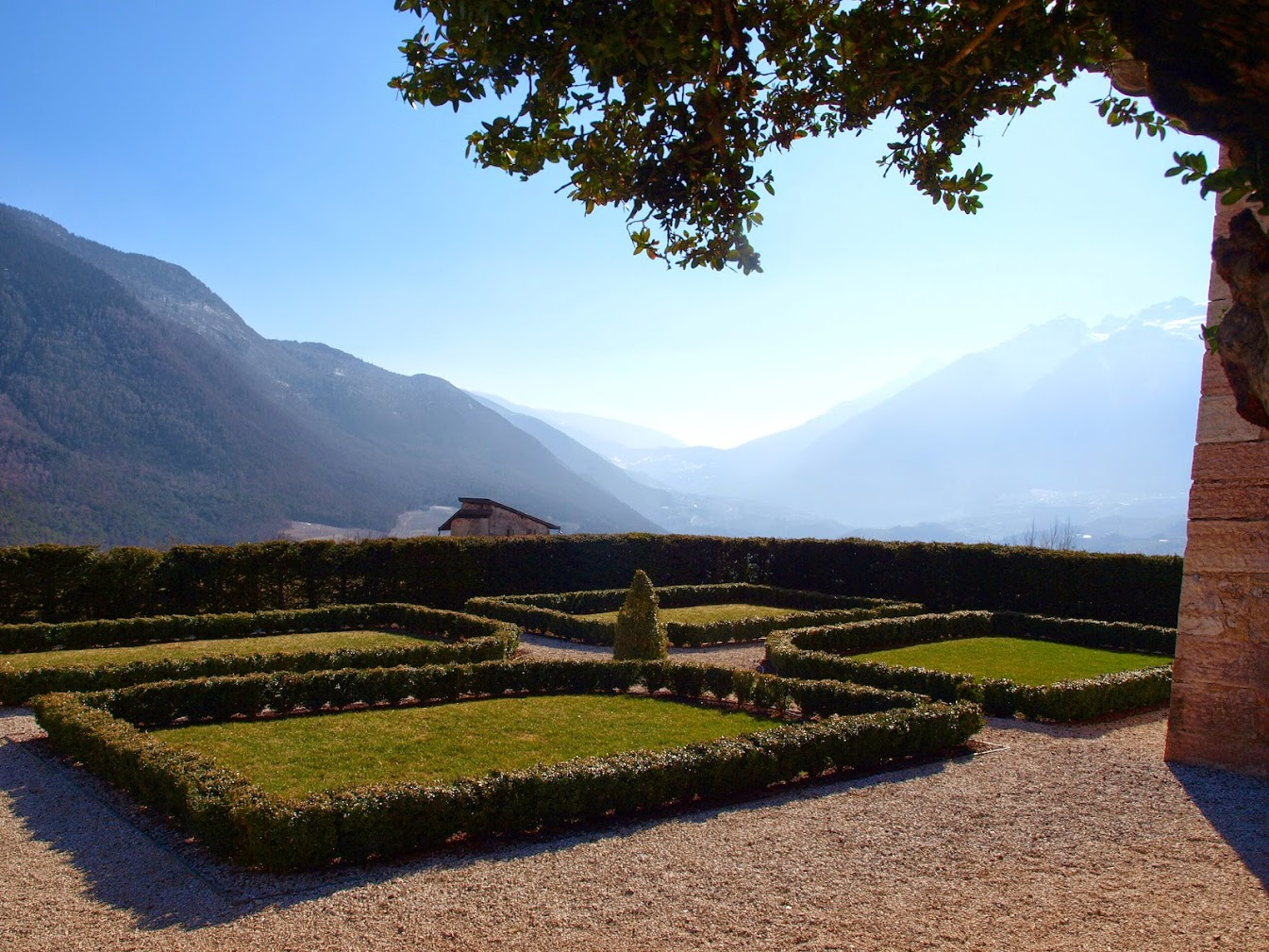
Hradní zahrady

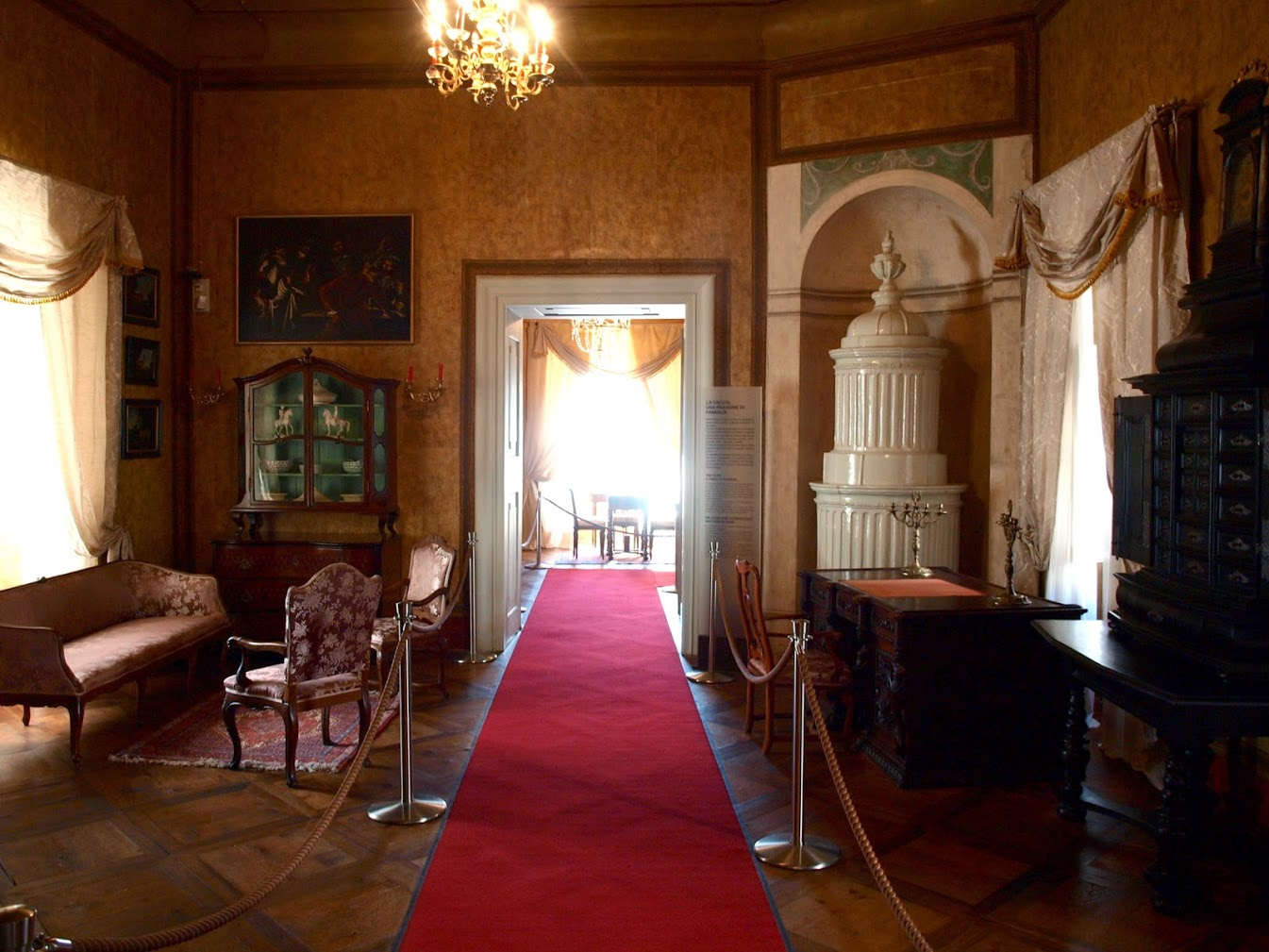
Interiér hradu
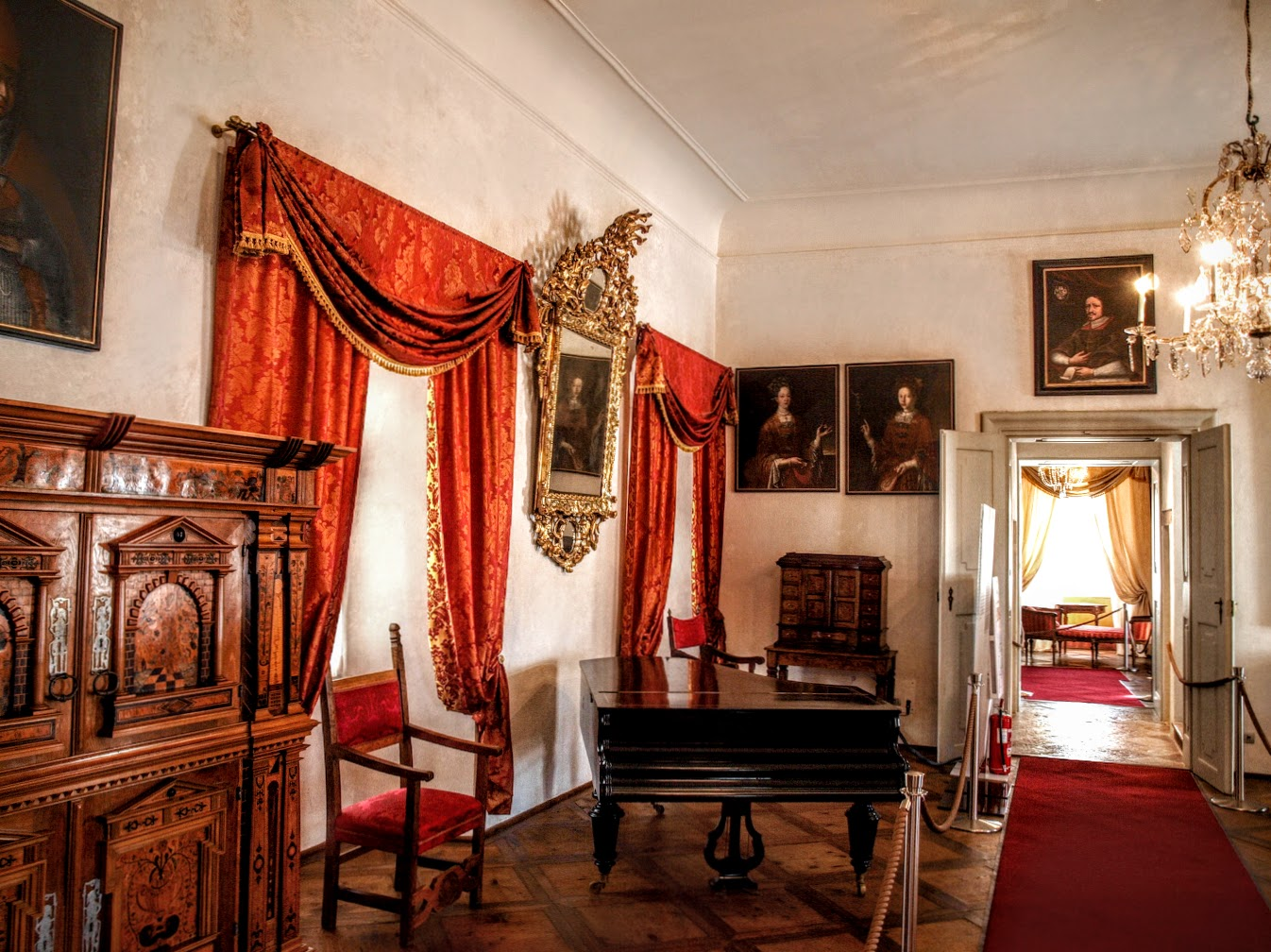
Interiér hradu
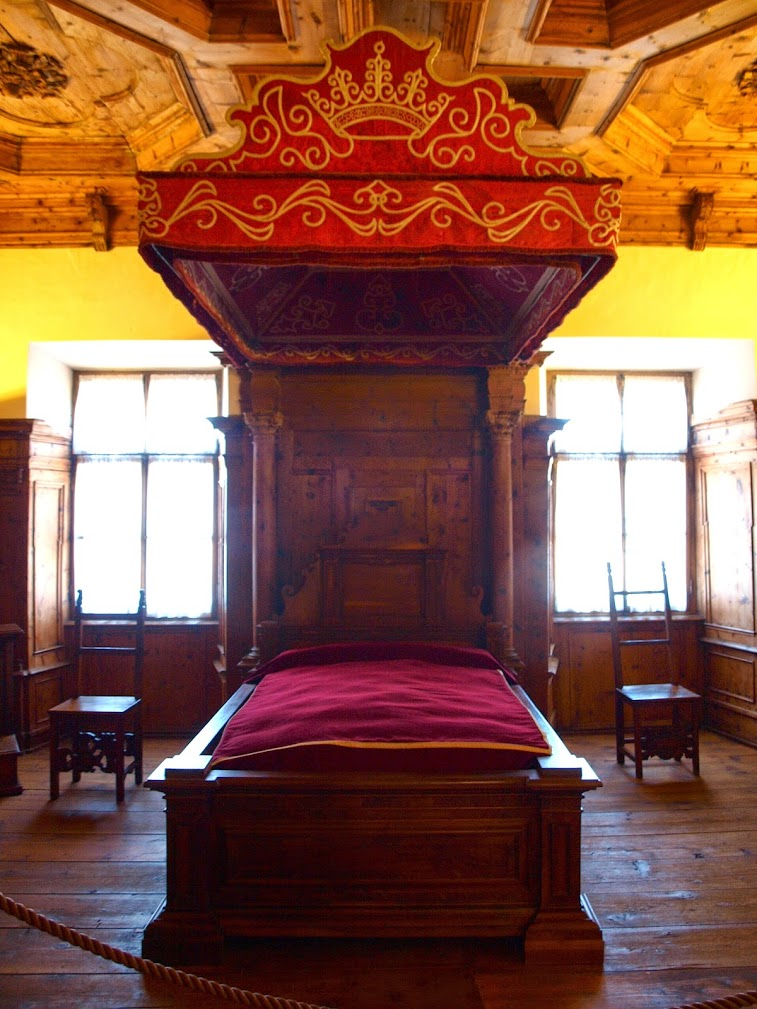
Stanza del Vescovo – biskupská ložnice
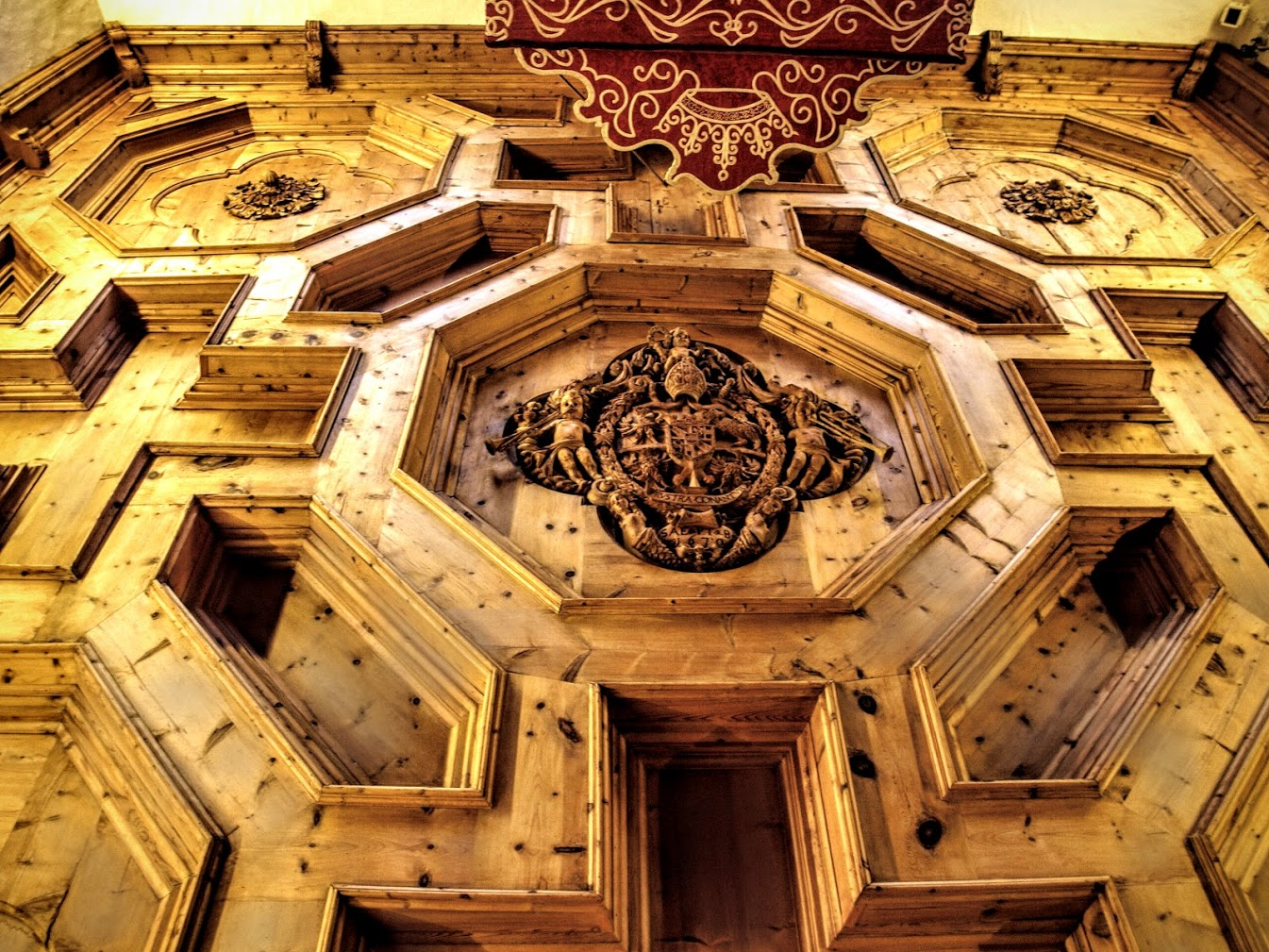
Kazetový strop biskupské ložnice
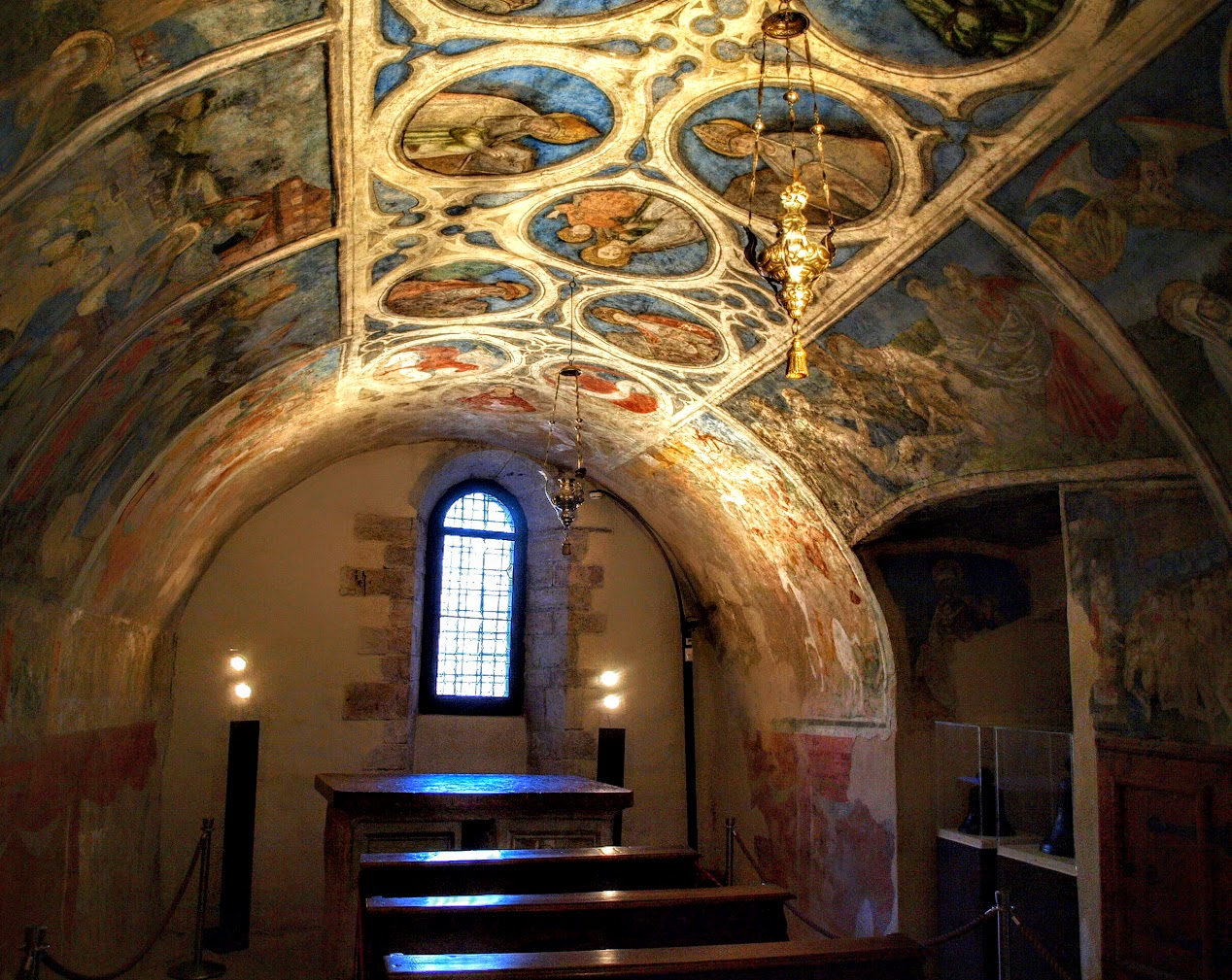
Hradní kaple